# プラデル (オート＝ロワール県)
プラデル （Pradelles）は、フランス、オーヴェルニュ＝ローヌ＝アルプ地域圏、オート＝ロワール県のコミューン。

## 地理
プラデルは、オート＝ロワール県、ロゼール県、アルデシュ県が交わる地点に位置する。ロワール川とアリエ川の渓谷の中間にあり、火山性のドゥヴェズ山脈の南端にある。
プラデルはアリエ川渓谷およびノサック・ダムを見下ろしている。
西には、18世紀の恐ろしいジェヴォーダンの獣が荒らしまわった、マルジュリド山地の長い尾根が続く。東では、大西洋に注ぐロワール川とアリエ川の分水界を、そして地中海に注ぐアルデシュ川の分水界を目にすることができる。北には、プラデル地方が開けて絵画のように美しいヴレおよびヴィヴァレーの風景が見つかる。

## 歴史
プラデルの名に言及した最も古い記録は、ル・モナスティエ＝シュル＝ガゼイユにあるサン・シャフル修道院の特許状台帳に記載された。そこには、聖アンデオルに捧げられた教会への寄進行為が"in pago Vivarensi, in vicaria Pratelliensi in villa quae dicitur Escolenco"と転写されている。この記録は965年1月である。
プラデルの聖母への崇敬は1512年に現れる。それは、施療所の隣にある草原の土中から像が発見された日付である。発見された場所は現在礼拝堂の鐘楼がたっている。この像に関する歴史は誰も知らない。この崇敬は、最初は地元に限られたものだった。1586年、礼拝堂だけを残してプラデル地区全体が火事で被害を受けた。この聖域が小さな注目を集めたのである。
1588年3月10日、プラデルの聖母の名声に貢献した大きな出来事があった。ユグノー戦争時期、幾度かこの地方を荒らしたユグノー軍は、プラデルを攻撃し始めた。しかし、彼らは敗走し村は略奪から逃れた。プラデル住民は、この勝利は聖母マリアの加護に由来するとみなしたのである。
1608年、ドミニコ会がプラデルに定着した。彼らはヴレ、ヴィヴァレー、そしてジェヴォーダンじゅうに聖域の名声を広めた。同じようにガール地方からも巡礼がプラデルにやってきた。巡礼は常に盛況であった。特に、8月15日には礼拝行進が行われ、聖母像を掲げて町中の通りを練り歩いた。
プラデルの聖母に起因する奇跡には、プレザンタション姉妹会の創設者アンヌ・マリー・リヴィエへの癒しが含まれる。彼女は2歳の時から不自由であった両足の機能が回復したのである。
1793年、革命家たちが像を火中に投げ込んだ。助手が像を取り戻すと、像は半分が焼けていた。像は地元のマツを使って復元され、1802年に礼拝堂内に戻された。1869年7月18日、聖母像には厳かに冠が被せられた。
1832年、プラデルは近くのサン・クレマン・ド・プラデル（国民公会時代にはロベルタンと改名させられていた）と合併した。

## 人口統計
| 1962年 | 1968年 | 1975年 | 1982年 | 1990年 | 1999年 | 2006年 | 2012年 |
| ------ | ------ | ------ | ------ | ------ | ------ | ------ | ------ |
| 857    | 733    | 618    | 570    | 584    | 581    | 619    | 621    |

source=1999年までLdh/EHESS/Cassini、2004年以降INSEE

## 経済
鉄道の恩恵が不十分であるため、プラデルは経済の一部を社会健康分野、中山間地観光に振り分けている。社会健康分野の機関が村内に4つある。

## ギャラリー

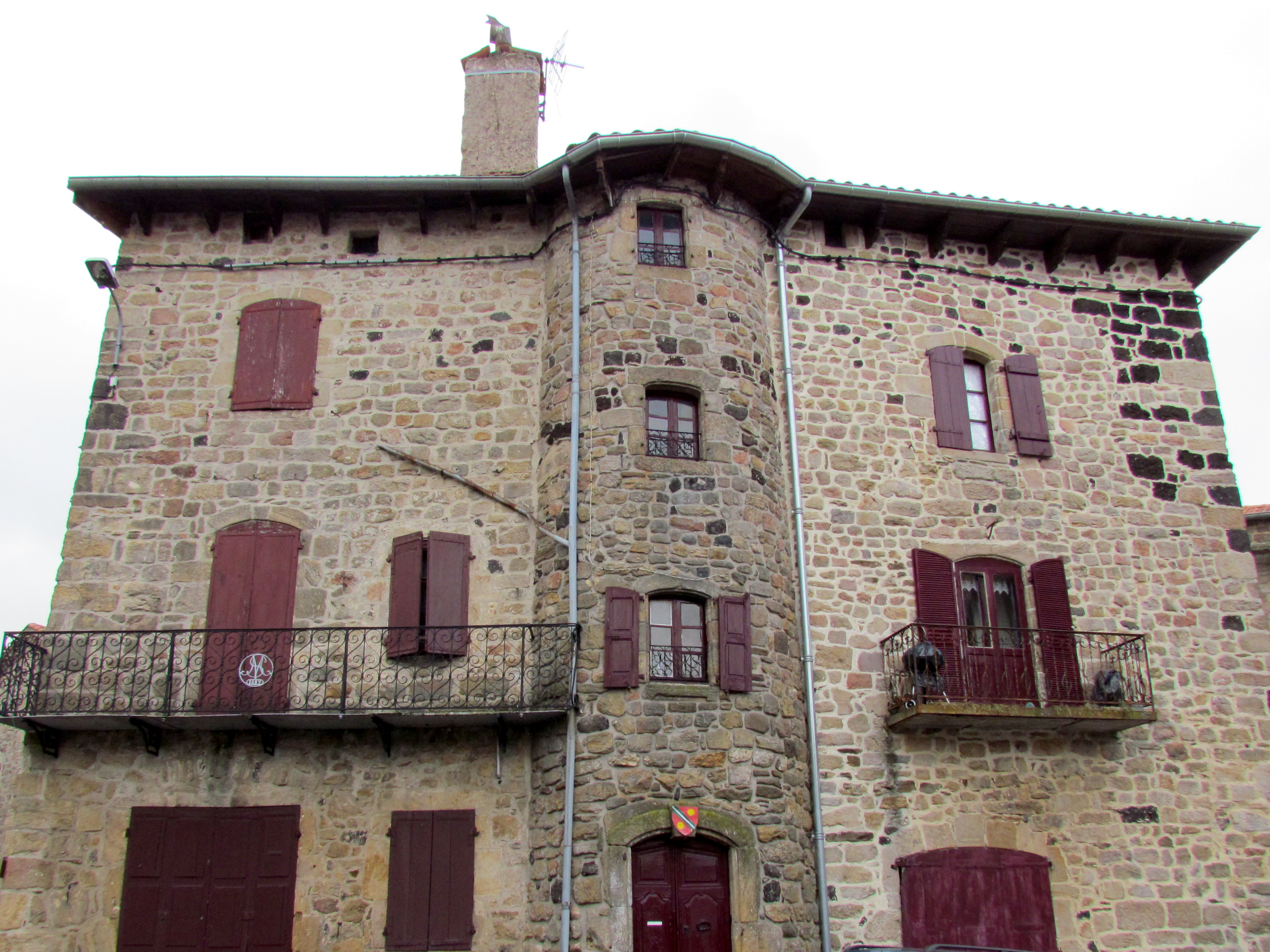
住宅
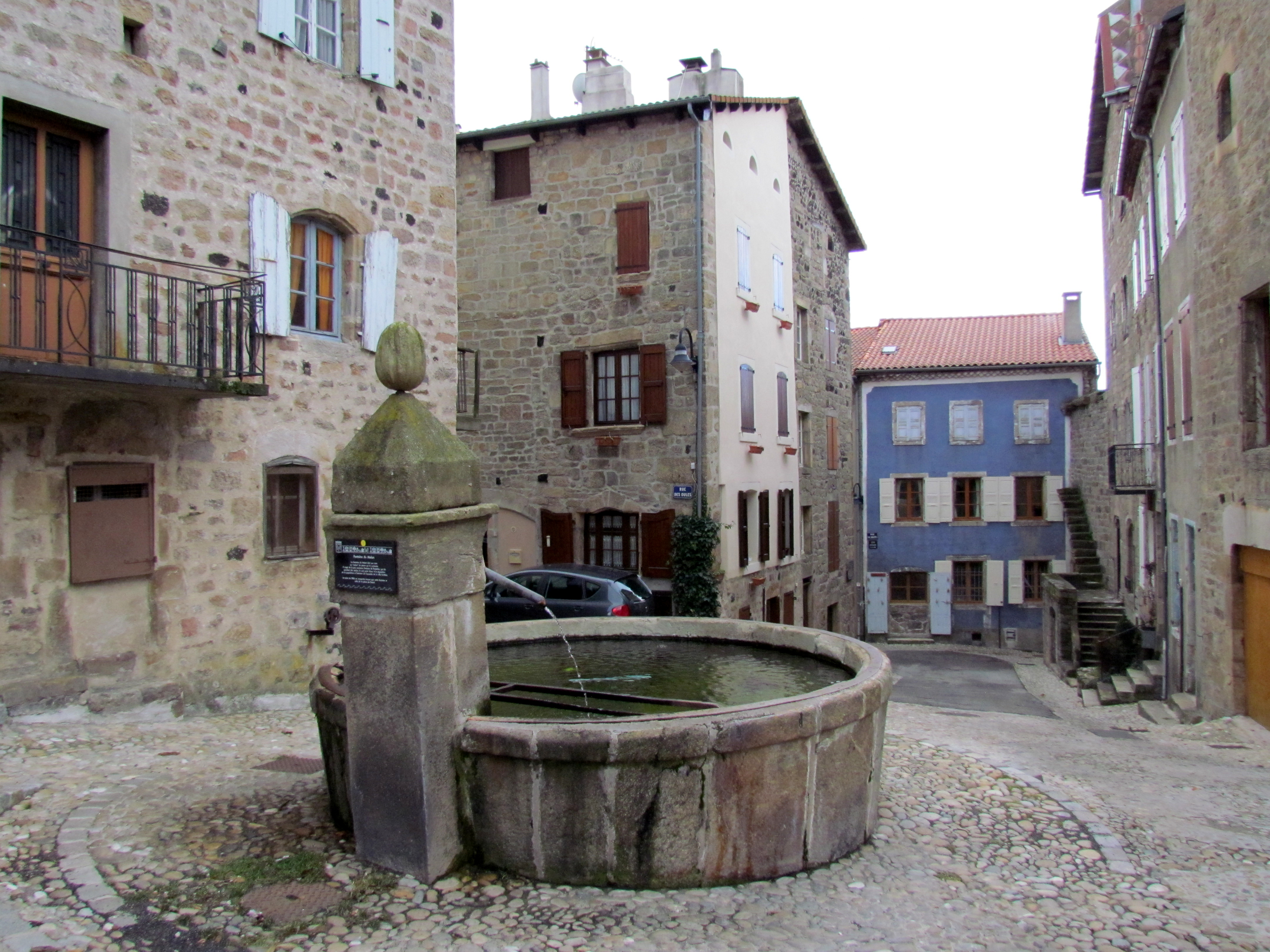
ムロンの泉
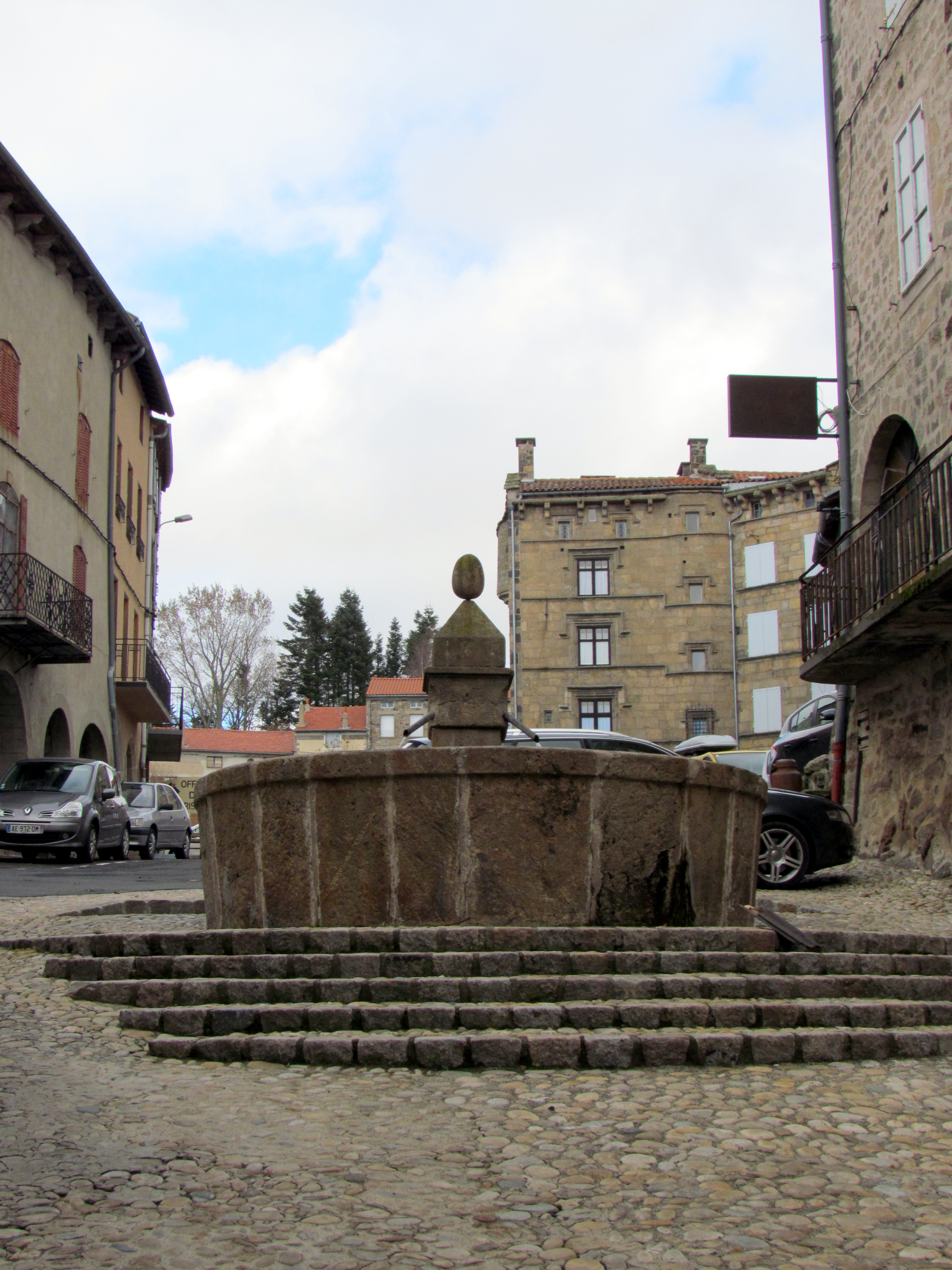
ムロンの泉
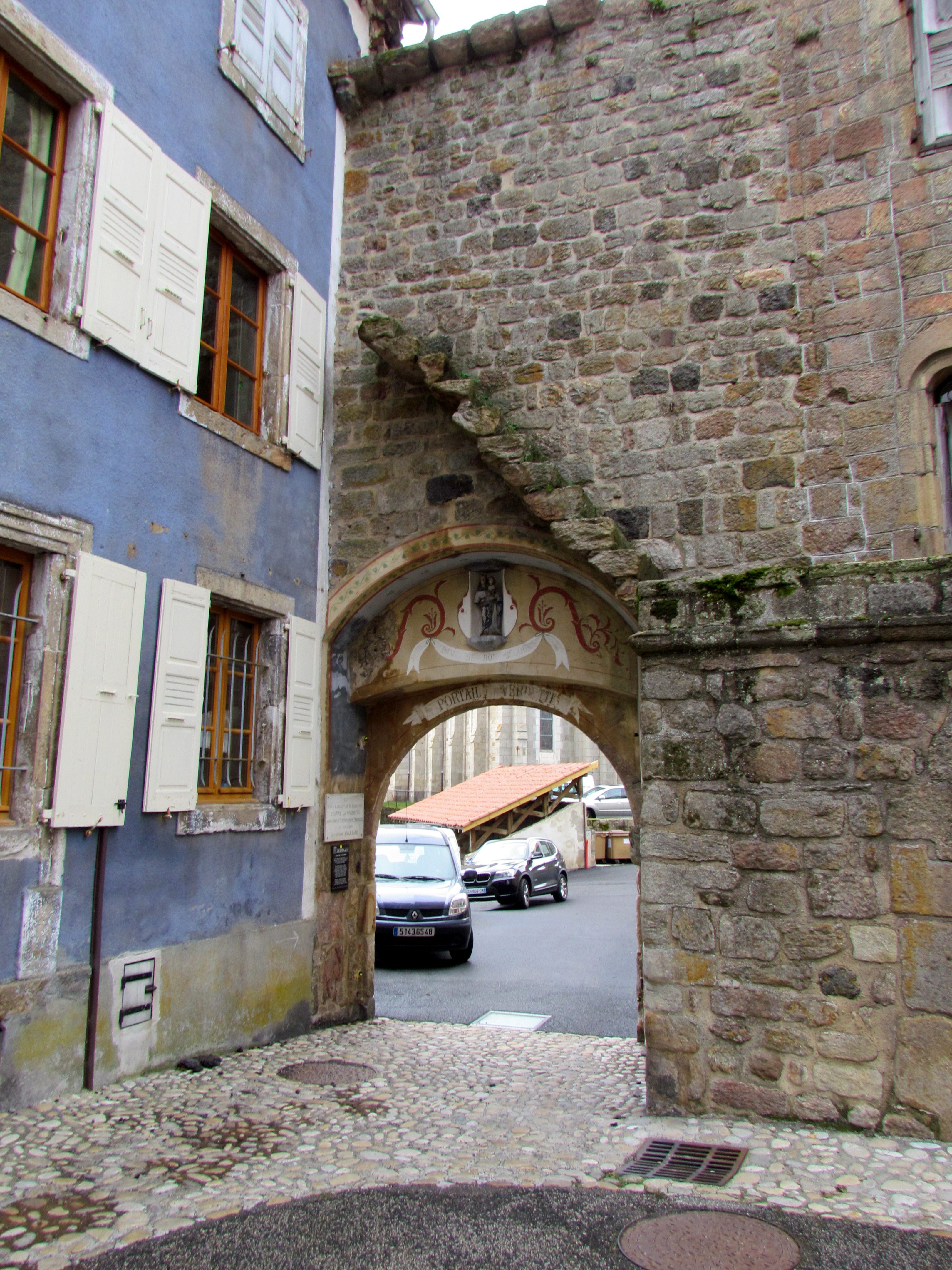
ヴェルデット門
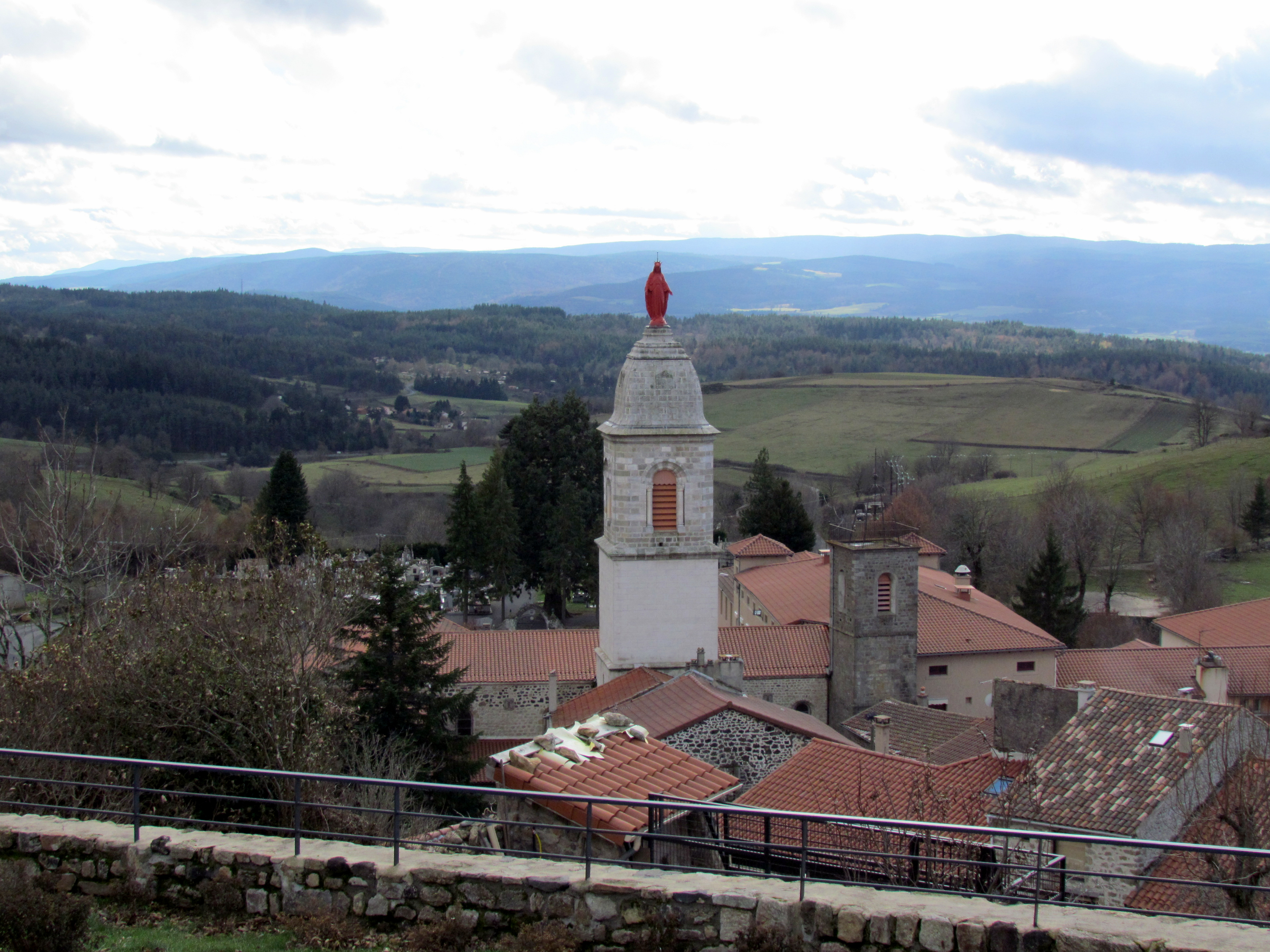
ノートルダム礼拝堂
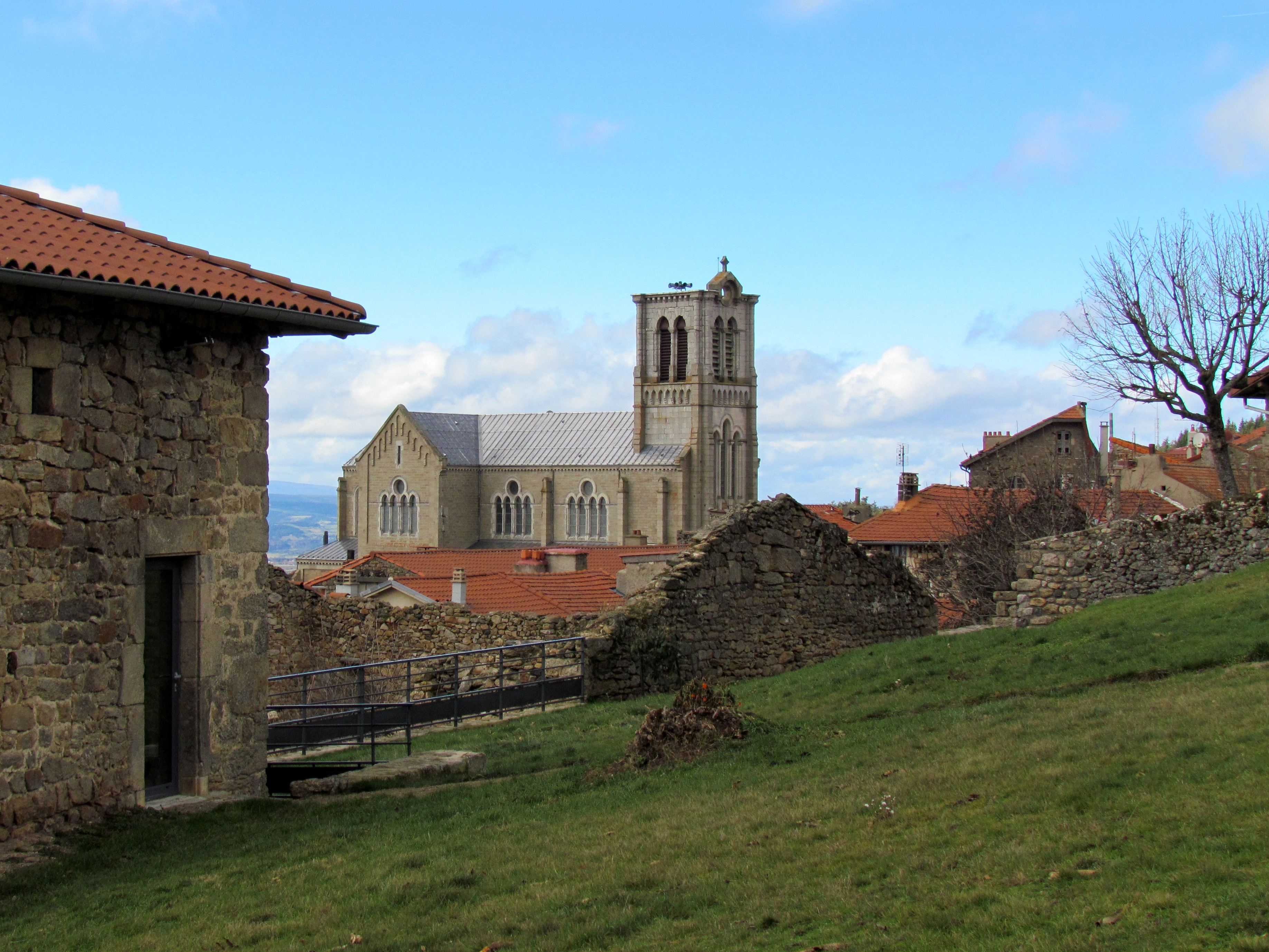
教会
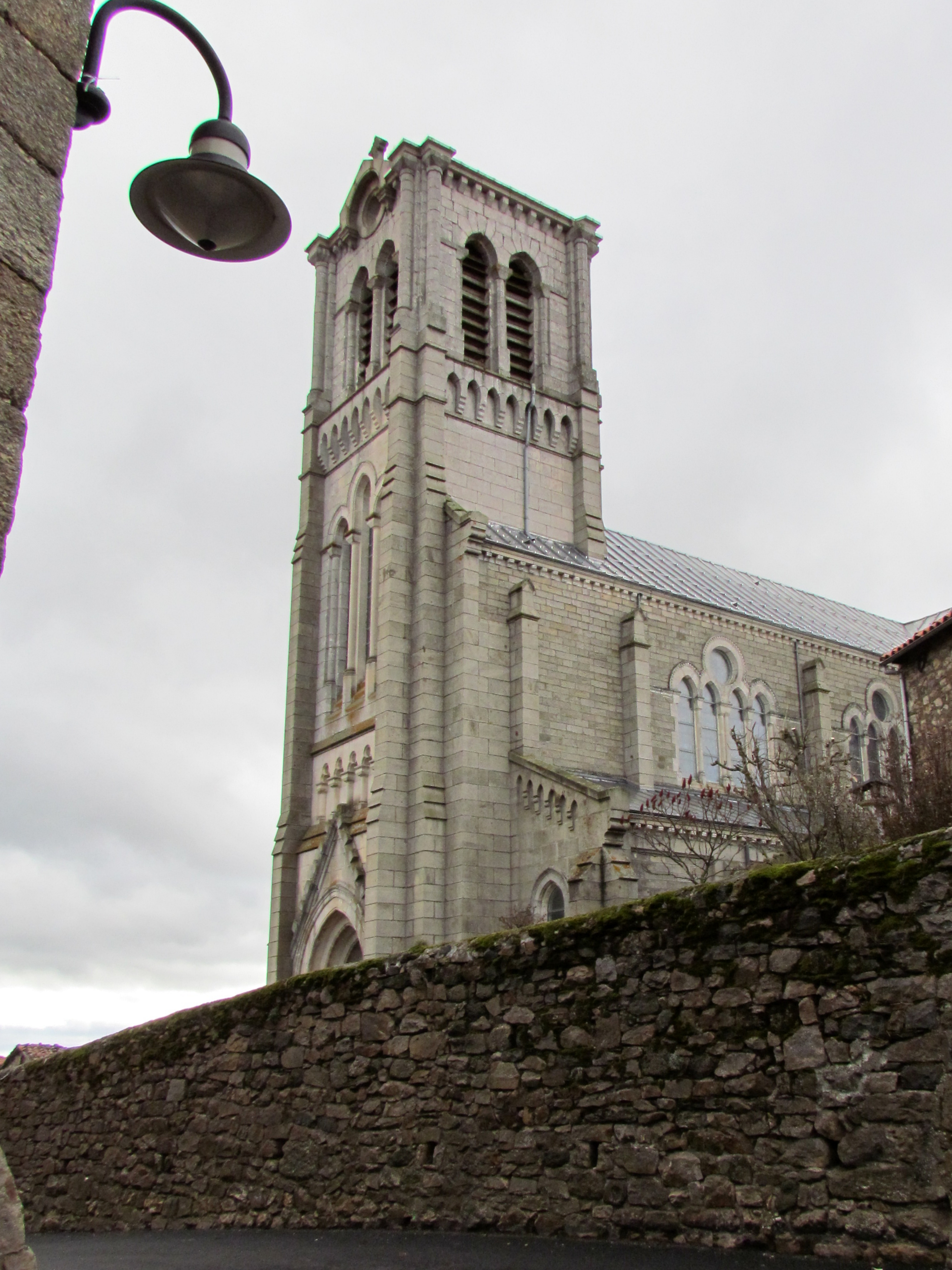
鐘楼
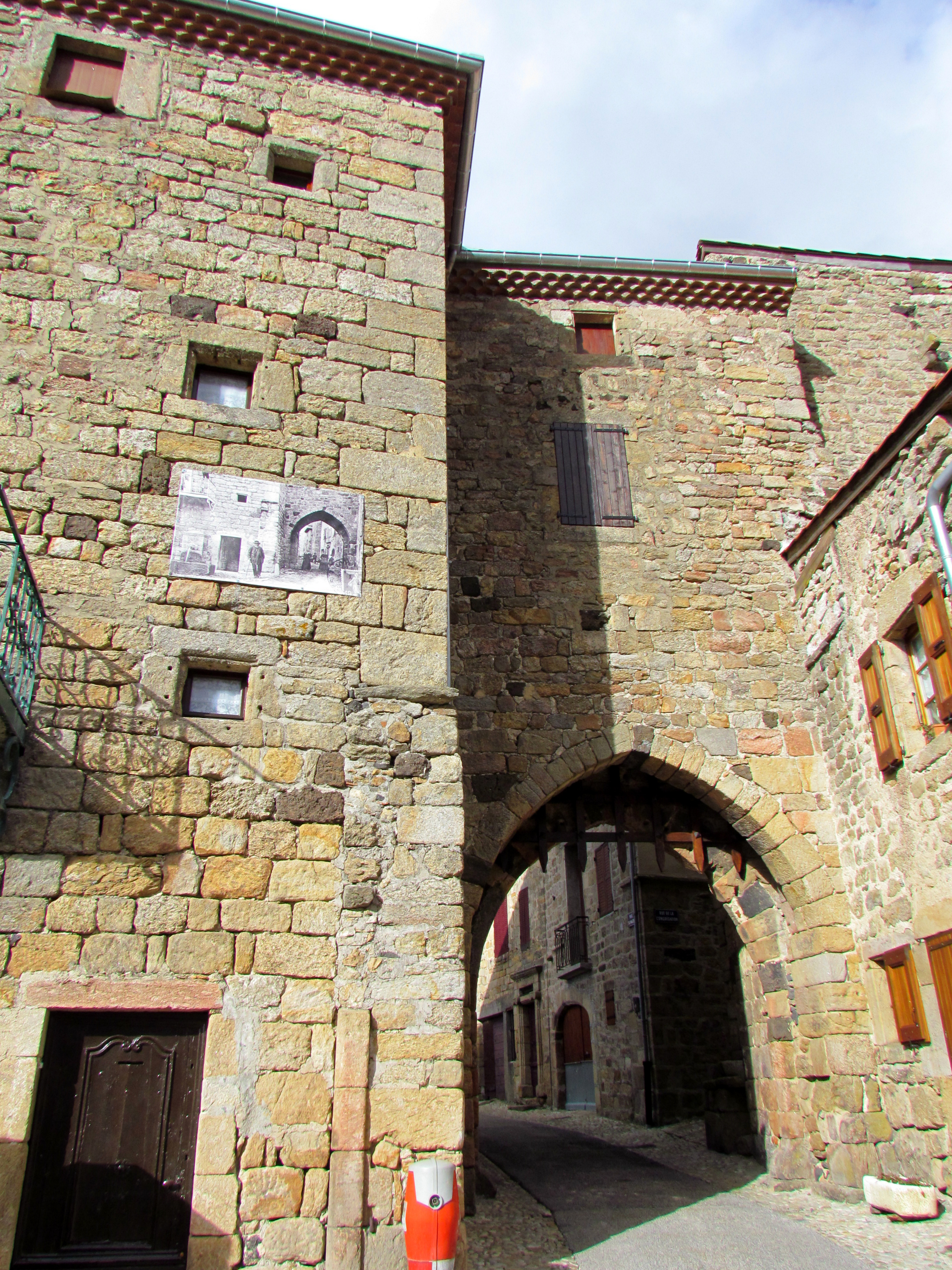
ベセ門
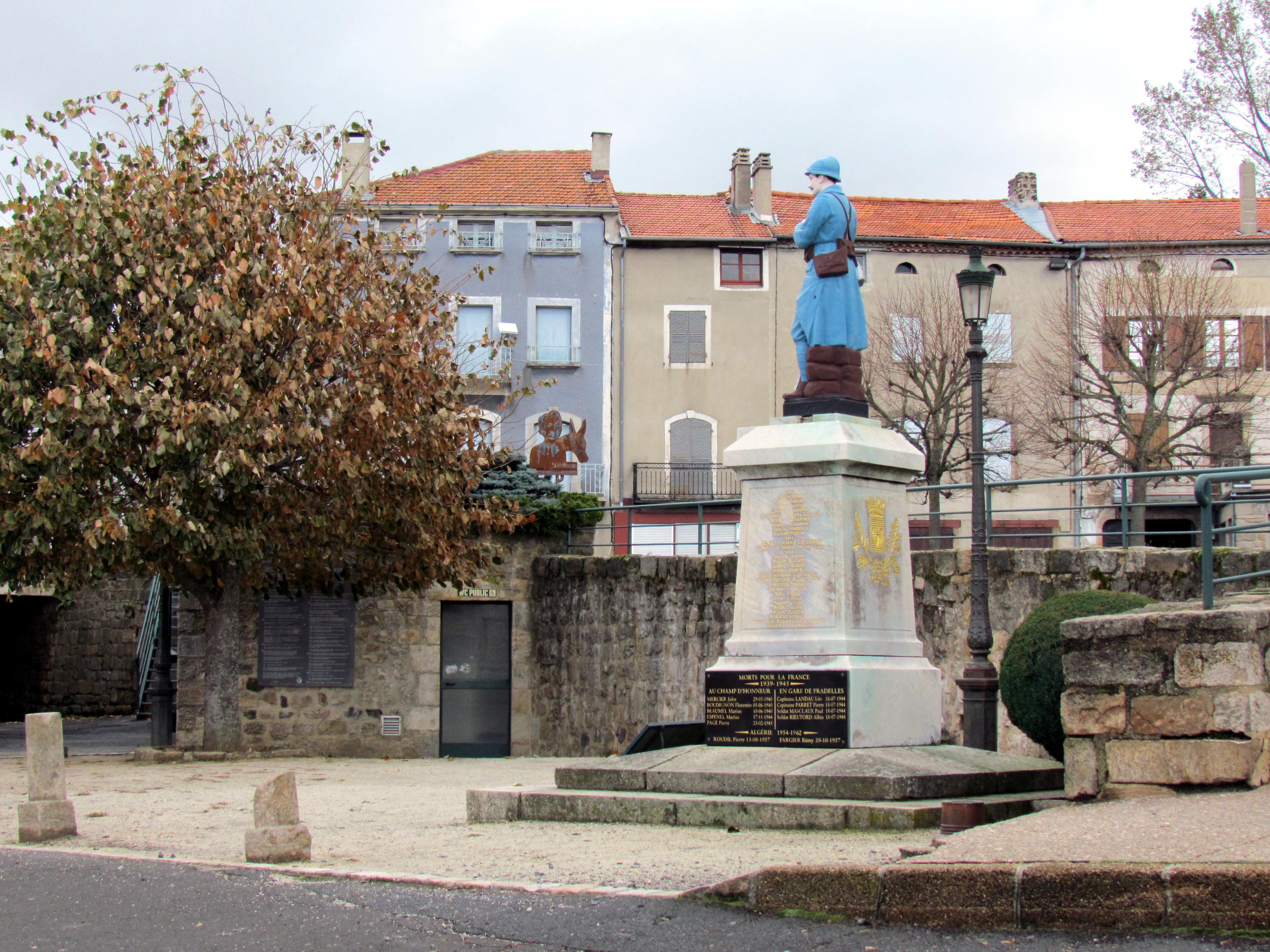
戦死者慰霊碑
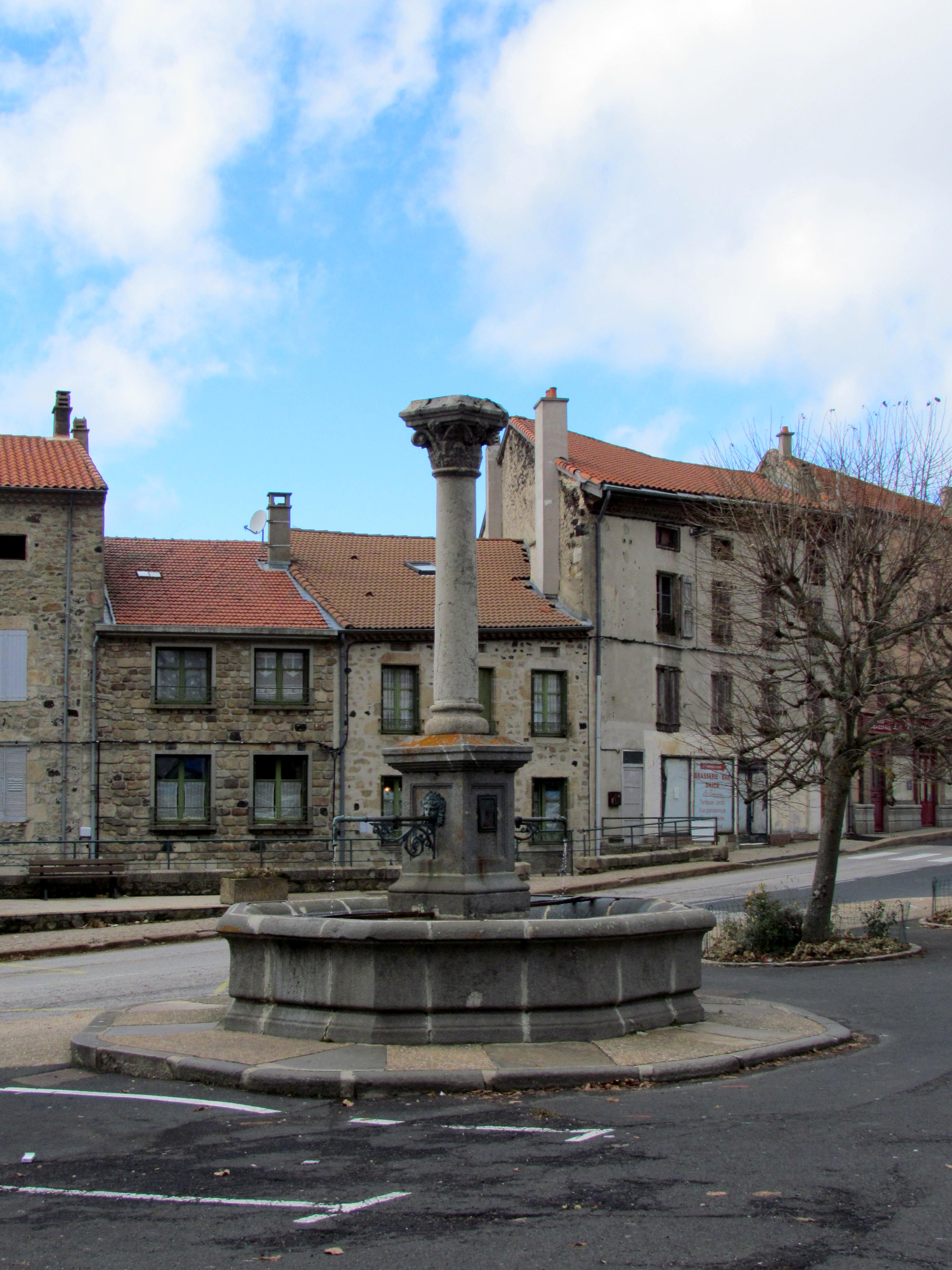
フォワラル広場の泉

## ゆかりの人物
- ジャン・ボードゥアン - プラデル生まれ。王妃マルゴの聴解師であった。最初のアカデミー・フランセーズ会員。
- ロバート・ルイス・スティーヴンソン - 作家。セヴェンヌ山脈を横断する旅の途中、プラデルを通過。紀行文『旅は驢馬をつれて』を記す。